# Hemitheinopsis
Hemitheinopsis is een geslacht van vlinders van de familie spanners (Geometridae), uit de onderfamilie Ennominae.

## Soorten
- H. pterochroa Dyar, 1912
- H. pteroglauca Dyar, 1912